# Gerrhonotinae
Sous-famille
Les Gerrhonotinae sont une sous-famille de sauriens de la famille des Anguidae.

## Répartition
Les espèces des 4 genres de cette sous-famille se rencontrent en Europe, en Amérique, en Asie, en Afrique du Nord.

## Liste des genres
Selon The Reptile Database (28 avril 2014) :
- Abronia Gray, 1838
- Barisia Gray, 1838
- Coloptychon Tihen, 1949
- Elgaria Gray, 1838
- Gerrhonotus Wiegmann, 1828
- Mesaspis Cope, 1877

## Publication originale
- McDowell & Bogert, 1954 : The systematic position of Lanthanotus and the affinities of the anguinomorphan lizards. Bulletin of the American Museum of Natural History, vol. 105, no 1, p. 1–159 (texte intégral).